# Yosep III Maraugin
Timotheos Maraugin (Kirkuk, ... – Amida, 23 gennaio 1757) è stato eparca di Mardin e patriarca della Chiesa caldea con il nome di Yosep III.
Nativo di Kirkuk, educato dai missionari Cappuccini a Amida, fu consacrato vescovo di Mardin nel 1696 dal patriarca Yosep II. Alla morte di questi nel 1713, fu eletto patriarca caldeo, approvato in concistoro a Roma il 13 novembre 1713, e confermato dalla Santa Sede il 18 marzo 1714.
Durante il suo patriarcato vi fu un aumento considerevole del numero dei cattolici caldei, soprattutto nell'area tradizionalmente sottoposta ai patriarchi nestoriani di Alqosh. Questi successi provocarono la reazione del patriarca nestoriano di Alqosh, Eliya XII Denha, che riuscì più volte a far imprigionare Yosep III per mano del governo ottomano. Anche ad Amida la reazione degli ortodossi determinarono l'occupazione della cattedrale di San Giuseppe e la cacciata dei Cappuccini dalla città nel 1726.
Negli anni di patriarcato di Yosep III, la comunità cattolica caldea fu soggetta alle vessazioni fiscali del governo ottomano e alle gravose condizioni economiche per la liberazione del suo patriarca; inoltre, dal punto di vista giuridico-amministrativo, la comunità caldea era sottoposta al patriarca nestoriano, aumentando così le sue difficili condizioni di vita.
Nel 1734 Yosep III partì per l'Europa e visitò le corti europee di Polonia, Austria e Roma per raccogliere fondi in aiuto alla sua Chiesa.
Nel 1754 nominò come suo successore mar Antun Galla, ma la Santa Sede non riconobbe questa nomina ed impose all'anziano patriarca di rimanere sulla sua sede. Morì a Amida il 23 gennaio 1757 (o l'11 gennaio 1759).